# Pressignac-Vicq
Pressignac-Vicq ist eine französische Gemeinde im Département Dordogne in der Region Nouvelle-Aquitaine. Sie hat eine Fläche von 17,06 km² und 454 Einwohner (2022).
Nachbargemeinden sind: Sainte-Foy-de-Longas, Mauzac-et-Grand-Castang, Lalinde, Baneuil, Cause-de-Clérans und Saint-Marcel-du-Périgord.

## Geschichte
Am 13. August 1960 entstand die Gemeinde Pressignac-Vicq durch den Zusammenschluss der ehemaligen Gemeinden Pressignac und Vicq.

## Bevölkerungsentwicklung
| Jahr                      | 1962 | 1968 | 1975 | 1982 | 1990 | 1999 | 2006 | 2011 | 2015 | 2019 |
| ------------------------- | ---- | ---- | ---- | ---- | ---- | ---- | ---- | ---- | ---- | ---- |
| Einwohner                 | 313  | 341  | 341  | 349  | 385  | 448  | 453  | 475  | 452  | 426  |
| Quelle: Cassini und INSEE |      |      |      |      |      |      |      |      |      |      |

## Sehenswürdigkeiten
- Kirche Notre-Dame-de-la-Nativité in Pressignac (Monument historique)
- Kirche Saint-Sauveur in Vicq

## Weblinks

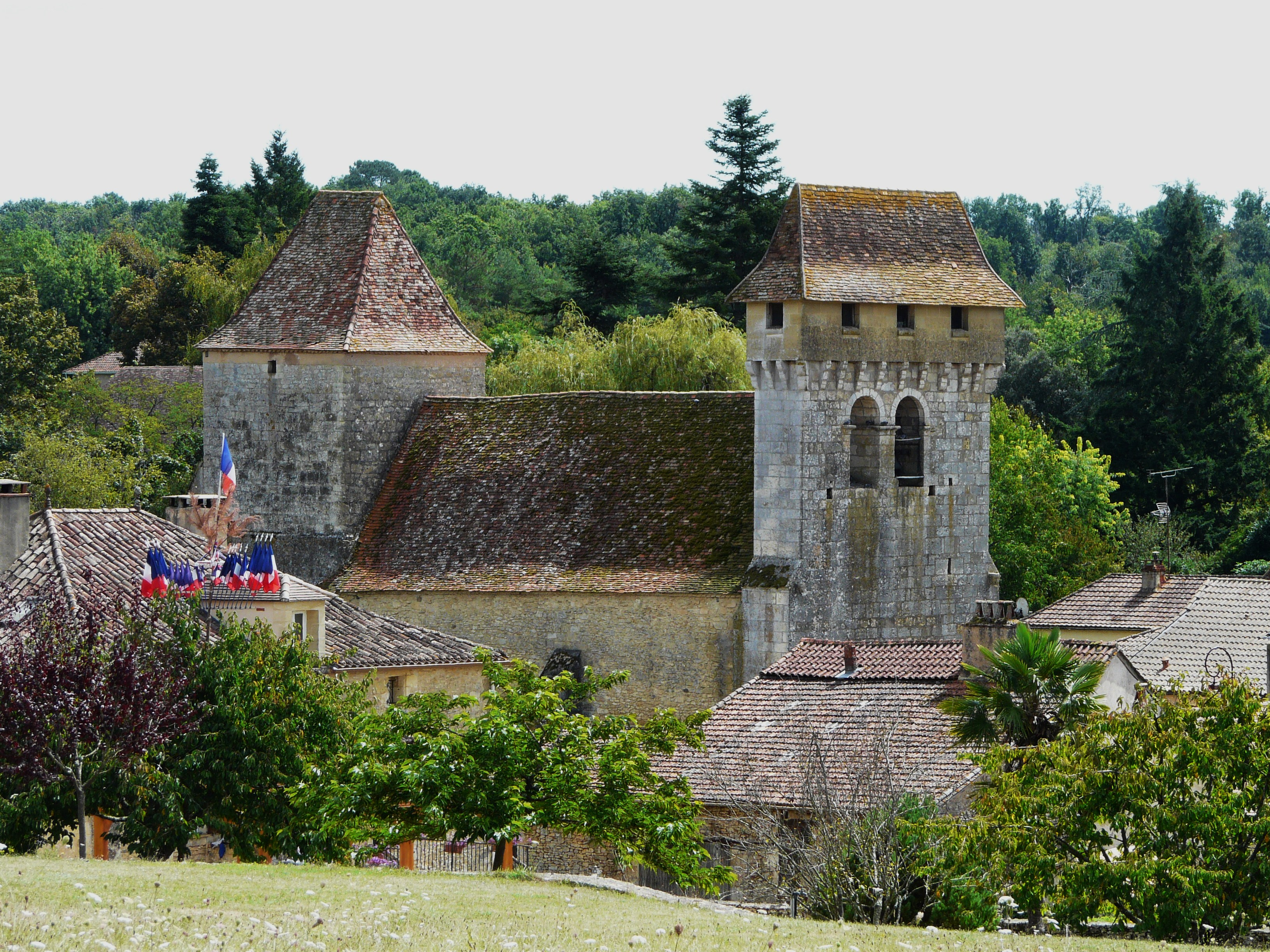
Kirche Notre-Dame-de-la-Nativité